# Kleingebiet Monor
Das Kleingebiet Monor  (ungarisch Monori kistérség) war eine ungarische Verwaltungseinheit (LAU 1) in der Mitte des Komitats Pest in Mittelungarn. Das Kleingebiet grenzte im Nordwesten an die ungarische Hauptstadt Budapest und wurde Ende 2012 aufgelöst. Im Rahmen der Verwaltungsreform Anfang 2013 wurden 11 der 15 Ortschaften (mit zusammen 64.227 Ew.) in den nachfolgenden Kreis Monor (ungarisch Monori járás) übernommen, die restlichen 4 Ortschaften (mit zusammen 47.126 Ew.) wurden dem neu geschaffenen Kreis Vecsés zugeordnet.
Im Kleingebiet lebten Ende 2012 auf einer Fläche von 449,55 km² 111.353 Einwohner. Das drittbevölkerungsreichste Kleingebiet hatte eine Bevölkerungsdichte von 248 Einwohner/km².
Der Verwaltungssitz befand sich in der Stadt Monor (17.677 Ew.), Vecsés (20.164 Ew.) war die größte Stadt im Kleingebiet. 4 weitere Ortschaften besaßen ebenso das Stadtrecht: Gyömrő (16.466 Ew.), Maglód (11.753 Ew.), Üllő (11.585 Ew.) und Pilis (11.498 Ew.). Ecser hatte den Status einer Großgemeinde (ungarisch nagyközség).

## Ortschaften
| Bénye  | Csévharaszt | Ecser | Gomba      | Gyömrő      |
| Káva   | Maglód      | Monor | Monorierdő | Nyáregyháza |
| Péteri | Pilis       | Üllő  | Vasad      | Vecsés      |